# Ibbenbüren
Ibbenbüren é uma cidade da Alemanha, localizado no distrito de Steinfurt, Renânia do Norte-Vestfália. Em 31 de dezembro de 2008, possuía 51.581 habitantes